# Giulio Carlini
Pour les articles homonymes, voir Carlini.
Giulio Carlini, né le 12 août 1826 à Venise et mort le 21 octobre 1887 dans la même ville, est un peintre et photographe italien.

## Biographie
Giulio Carlini naît le 12 août 1826 à Venise.
Il expose à Venise, dans d'autres villes d'Italie, ainsi qu'à Munich et à Vienne. Il est membre de l'académie de Raphaël d'Urbino et on cite de lui : Le retour des pêcheurs ; Le canal à Venise ; La méditation interrompue (Nice) ; Marino Faliero (Trieste) ; Peintures au plafond de l'église de Madonna dell' Arto (Venise).
Giulio Carlini meurt le 21 octobre 1887 dans sa natale ville.